# Atlas des Marquis von Heliche

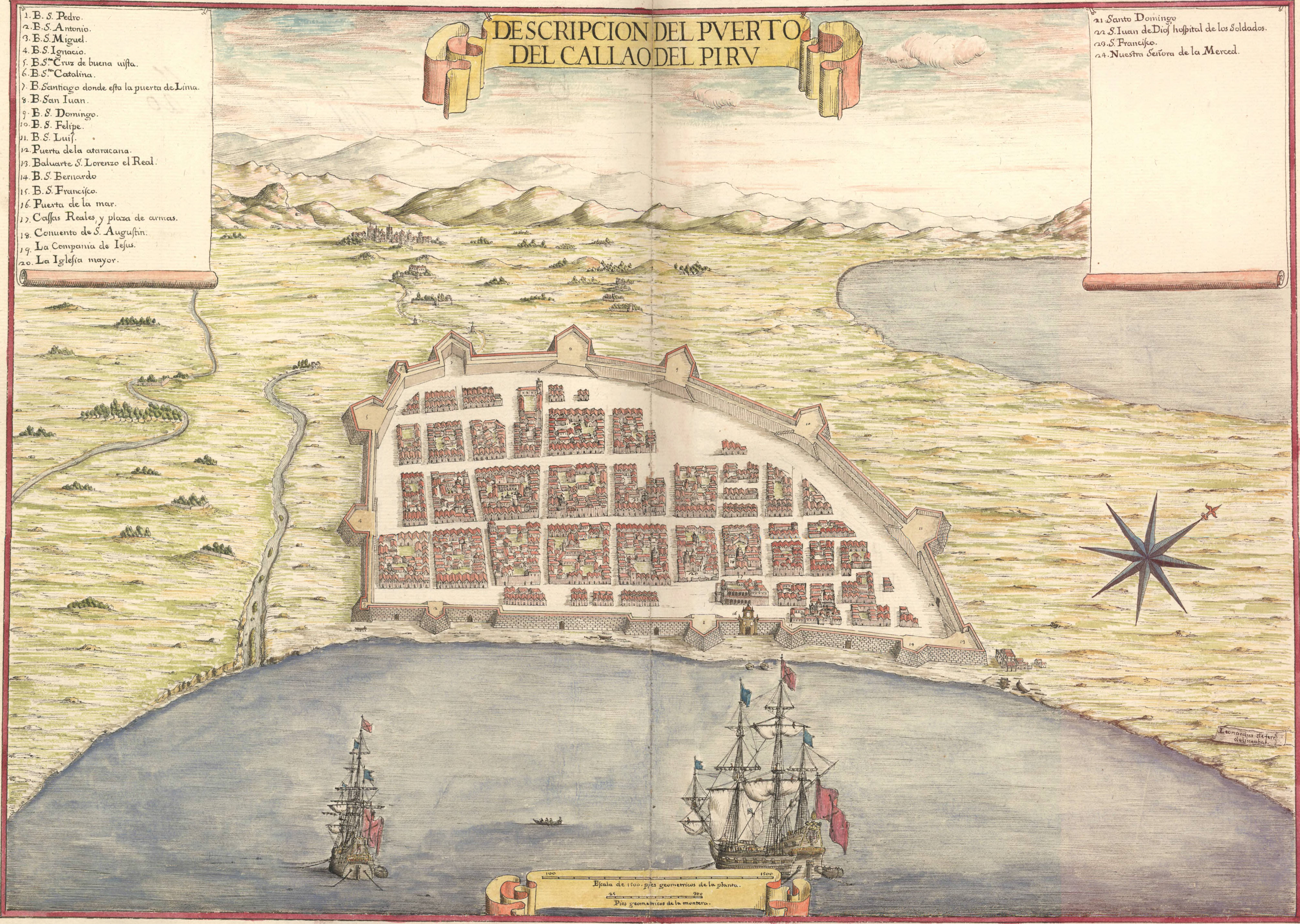
Karte von Callao (Peru) im Atlas des Marquis von Heliche

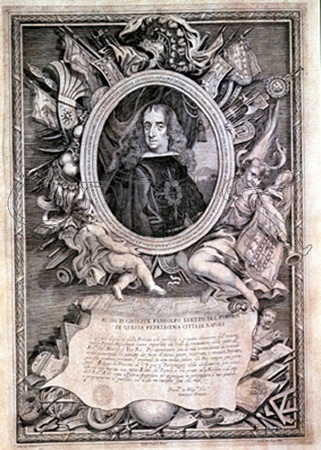
Gaspar de Haro y Guzmán
(Druck Ende 17. Jahrhundert)

Der Atlas des Marquis von Heliche ist eine bedeutende Sammlung von 133 Plänen und Ansichten aus dem Spanien des 17. Jahrhunderts. Er wurde erstmals 2004 in Buchform und 2008 digital veröffentlicht.
Um 1650 beauftragte der Spanier Gaspar de Haro y Guzmán, Marquis von Heliche den italienischen Maler Leonardo de Ferrari mit dem Erstellen von Karten, Plänen und Ansichten von Siedlungen, Festungen und Häfen an den Grenzen und Küsten im Königreich Spanien. 1655 wurden die 133 bis dahin erstellten Zeichnungen, wohl weniger als ursprünglich beabsichtigt, in gebundener Form an den Auftraggeber ausgehändigt. Das Werk erhielt den Titel Plantas de diferentes Plazas de España, Italia, Flandes y Las Indias (Grundrisse verschiedener Orte in Spanien, Italien, Flandern und Westindien). Gaspar de Haro hatte nie eine Veröffentlichung beabsichtigt. Im Einklang mit der Politik seiner Epoche hielt er die wertvollen kartographischen Informationen geheim und das Werk blieb ein Einzelexemplar. Der Marquis verstarb am 16. November 1687. Etwa im Januar 1690 erwarb der Schwede Johan Gabriel Sparwenfeld den Atlas in Madrid bei der Versteigerung des Nachlasses und brachte ihn nach Stockholm. Um 1704 schenkte er seine Erwerbungen aus Spanien der Nationalbibliothek von Schweden. Im 19. Jahrhundert gelangte der Atlas dann ins neu gegründete schwedische Militärarchiv (El Krigsarkivet). Dort wurde er 2001 wiederentdeckt und 2004 erstmals als Buch veröffentlicht. Mitte 2008 stellte der Verlag 4 Gatos eine kostenfrei herunterladbare digitale Auflage zur Verfügung.